# Stegea
Stegea là một chi bướm đêm thuộc họ Crambidae.